# Thời đại đồ đồng đá
Thời đại đồ đồng đá hay thời đại đồng đá, thời kỳ đồ đồng đá, thời kỳ đồng đá, nguyên gốc từ cụm từ trong tiếng Hy Lạp χαλκόςλίθος (khalkoslithos nghĩa là đồng đá), tại một số nước châu Âu được gọi là Copper Age (Anh)/Edad del Cobre (Tây Ban Nha)/Aevum cupri (La tinh)/Kupfersteinzeit (Đức)/Медный век (Nga) v.v đều có nghĩa là thời kỳ /đại đồ đồng [kim loại]. Tuy nhiên cụm từ thời đại đồ đồng trong tiếng Việt lại được dùng để chỉ giai đoạn kế tiếp sau giai đoạn này. Trong các văn bản khoa học còn có thể gọi là Eneolithic (Æneolithic). Nó là một giai đoạn trong sự phát triển các nền văn hóa của con người, trong đó việc sử dụng các công cụ bằng kim loại đã xuất hiện, cùng với việc sử dụng các công cụ bằng đá.
Thời kỳ này là giai đoạn chuyển tiếp bên ngoài hệ thống ba thời đại kinh điển, và nó diễn ra giữa thời đại đồ đá mới và thời đại đồ đồng. Nó biểu hiện ở chỗ đồng chưa được khai thác nhiều và các cố gắng đầu tiên trong việc tạo hợp kim của đồng với thiếc và các kim loại khác đã diễn ra khá sớm, làm cho việc phân biệt các nền văn hóa và/hoặc thời kỳ đồng đá khác biệt là rất khó.
Sự xuất hiện của nghề luyện kim đã diễn ra đầu tiên ở Vùng lưỡi liềm màu mỡ (bao gồm Levant, Lưỡng Hà cổ đại, Ai Cập cổ đại), nơi các nền văn hóa đã chuyển vào thời đại đồ đồng từ thiên niên kỷ 4 TCN. Sự phát minh độc lập và hạn chế của luyện kim tại Trung Mỹ  Thời kỳ tiền Colombus hình thành trong thế kỷ 7 không được coi là gắn liền với giai đoạn "đồng đá".
Thời đại đồng đá ở Trung Đông và Kavkaz bắt đầu vào cuối thiên niên kỷ 5 TCN và kéo dài khoảng một thiên niên kỷ trước khi chuyển qua giai đoạn đồ đồng sớm. Sự chuyển tiếp của thời đại đồng đá sang thời đại đồ đồng ở châu Âu diễn ra khoảng 1 thiên niên kỷ muộn hơn, vào khoảng cuối thiên niên kỷ 4-3 TCN.
Theo Parpola, các nét tương đồng đồ gốm của văn minh sông Ấn, miền nam Turkmenistan và miền bắc Iran trong giai đoạn 4300–3300 TCN của thời đại đồng đá cho thấy tính lưu động và thương mại đáng kể.

## Châu Âu
Kiến thức về việc sử dụng đồng phổ biến hơn nhiều so với chính kim loại này. Nền văn hóa Rìu chiến châu Âu sử dụng các rìu đá được tạo mẫu trên các rìu đồng, với sự mô phỏng các "dấu đúc" được khắc trên đá.
Nền văn hóa Cốc vại ở châu Âu thông thường được coi là thuộc thời đại đồng đá giống như các nền văn hóa khác lần đầu tiên đã chấp nhận quá trình đô thị hóa tại tây nam châu Á. Nhiều cự thạch tại châu Âu được dựng lên trong thời kỳ này và người ta cũng cho rằng sự đồng nhất ngôn ngữ Tiền Ấn-Âu có niên đại vào khoảng cùng thời gian này. Các ví dụ về văn hóa đồng đá tại châu Âu bao gồm Los Millares trên bán đảo Iberia tại Tây Ban Nha ngày nay
Người băng Ötzi, được tìm thấy tại Ötztaler Alps và các dấu tích còn lại của người cổ này có niên đại tới khoảng năm 3300 TCN, mang theo một chiếc rìu đồng và một con dao bằng đá lửa. Hàm lượng đồng cao tìm thấy trong tóc của người này đã dẫn tới sự ức đoán cho rằng ông ta là một người thợ làm việc với kim loại, có thể đã bị chết trong khi đi thăm dò để tìm quặng trong vùng núi này.

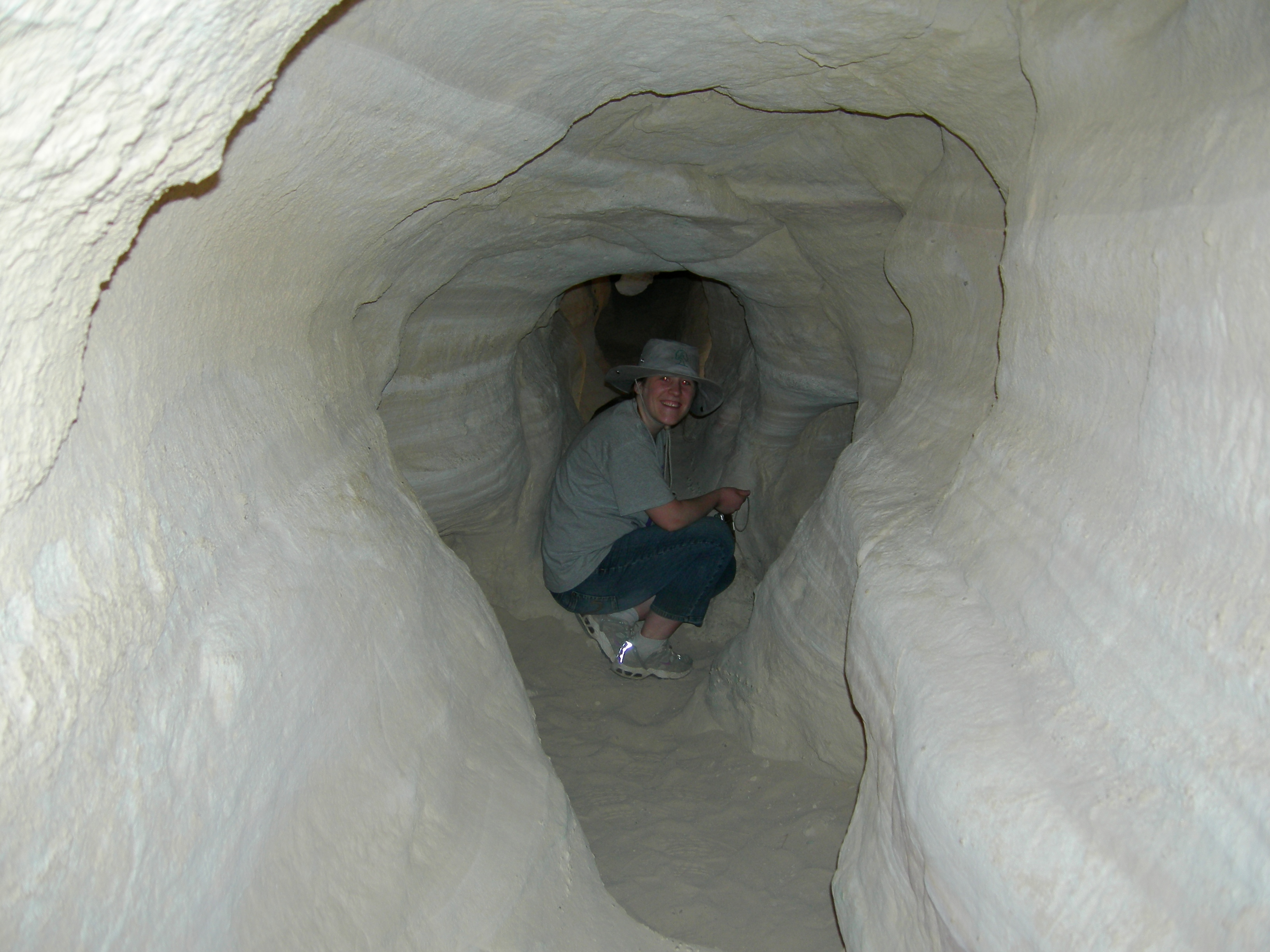
Mỏ đồng thời đại đồng đá tại thung lũng Timna, sa mạc Negev, Israel.

## Nam Á
Các cư dân Nam Á ở Mehrgarh đã tạo hình các công cụ bằng quặng đồng tại khu vực trong giai đoạn từ khoảng 7000 tới 3300 TCN

## Đông Á
Các cổ vật bằng đồng có niên đại khoảng thiên niên kỷ 5 TCN bắt đầu xuất hiện tại Đông Á, chẳng hạn như trong giai đoạn Khương Trại (姜寨) của văn hóa Ngưỡng Thiều và văn hóa Hồng Sơn, nhưng các đồ tạo tác kim loại này đã không được sử dụng rộng rãi.

## Trung Mỹ
Ít phổ biến hơn, thuật ngữ này cũng được áp dụng cho các nền văn minh châu Mỹ đã biết sử dụng đồng và các hợp kim đồng vào thời gian người châu Âu đặt chân tới đây. Tổ hợp đồng cổ, nằm tại khu vực ngày nay là Michigan và Wisconsin ở Hoa Kỳ sử dụng đồng làm các công cụ, vũ khí và các đồ dùng khác. Các cổ vật từ các di chỉ này có niên đại từ 4000 tới 1000 TCN, làm cho chúng trở thành một trong những di chỉ đồng đá cổ nhất trên thế giới.